# Potentilla nerimaniae
Potentilla nerimaniae är en rosväxtart som beskrevs av Hayri Duman. Potentilla nerimaniae ingår i Fingerörtssläktet som ingår i familjen rosväxter. Inga underarter finns listade i Catalogue of Life.